# XMMS
XMMS(X MultiMedia System)은 소리 재생 소프트웨어 가운데 하나로 Peter Alm과 Michael Alm이 만들었다. 인터페이스 면에서 윈앰프를 닮아 있으며 사용된 언어는 C 언어이다.
처음에 이 소프트웨어의 이름은 X11Amp이었으나 1999년 6월 10일 이 소프트웨어가 4Front Technologies의 지원을 받기 시작하면서부터 오늘날의 이름인 XMMS로 바뀌었다.
처음에는 비공개 소프트웨어였으나 지금은 GNU 일반 공중 사용 허가서를 따르며 현재 최신판은 1.2.11이다.

## 지원하는 코덱
| 이름                                           | 확장자                                         | 비손실 여부                   | 덧붙임                                                                       |
| ---------------------------------------------- | ---------------------------------------------- | ----------------------------- | ---------------------------------------------------------------------------- |
| 고급 오디오 부호화(AAC)                        | .m4a, .m4b, .m4p, .m4v, .m4r, .3gp, .mp4, .aac | 아니오                        | faad2 라이브러리 필요                                                        |
| 몽키스 오디오(Monkey's Audio)                  | .ape, .apl                                     | 예                            | mac-port project plugin 필요                                                 |
| 레드 북(Red Book)                              | ?                                              | ?                             | 프리디비(FreeDB)를 통한 디스크 정보 확인 가능                                |
| FLAC                                           | .flac                                          | 예                            | FLAC 라이브러리 필요                                                         |
| 아이스캐스트(Icecast), 샤우트캐스트(SHOUTCast) | ?                                              | ?                             |                                                                              |
| 미크모드, 모드플러그                           | .mod, .s3m, .it, .xm, umx 등                   | ?                             |                                                                              |
| MP3프로                                        | ?                                              | ?                             | 서드파티 라이브러리를 통해 지원(샤우트캐스트 노래 이름 스트리밍은 지원 안함) |
| MPEG 1, 2, 3                                   | ?                                              | ?                             | mpg123 라이브러리를 통해 지원                                                |
| 뮤즈팩                                         | .mpc, .mp+, .mpp                               | 아니오                        | XMMS 뮤즈팩 라이브러리를 통해 지원                                           |
| 오그 보르비스                                  | .ogg, .oga                                     | 아니오                        | xiph.org 재단에서 만든 라이브러리를 통해 지원                                |
| 쇼르텐                                         | .shn                                           | 예                            | etree.org에서 만든 라이브러리를 통해 지원                                    |
| 스픽스                                         | .spx                                           | ?                             |                                                                              |
| 트루 오디오                                    | .tta                                           | 예                            | 서드파티 라이브러리를 통해 지원                                              |
| 유닉스 아미가 델리트래커 에뮬레이터            | ?                                              | ?                             | 대부분의 아미가 소리 확장자 지원                                             |
| 웨이브                                         | ?                                              | ?                             |                                                                              |
| 웨이브팩                                       | .wv                                            | 예                            | 서드파티 라이브러리를 통해 지원                                              |
| 윈도우 미디어 오디오                           | .wma                                           | 그런 것도 있고 아닌 것도 있음 | 서드파티 라이브러리를 통해 지원(완벽하지는 않음)                             |

## 같이 보기
- XMMS2 - XMMS의 다음 판